# Hipolit Walewski
Hipolit Walewski (ur. ok. 1828, zm. 6 maja 1898 we Lwowie) – polski urzędnik przemysłu solnego.

## Życiorys
Wywodził się z rodu Walewskich herbu Kolumna, urodził się około 1828. W okresie zaboru austriackiego podjął pracę w C. K. Dyrekcji Górnictwa i Saliny w Wieliczce (niem. K. K. Berg- und Salinen-Direktion in Wieliczka), gdzie w dziale inspekcji górniczej od około 1860 był pomocnikiem dołowym w kopalni, następnie od około 1861 był adjunktem w kierunku mistrza zmiany w inspekcji górniczej w strukturze wytwarzania soli (niem. Berg und Salinenwesen (Salzerzeugung)). Od grudnia 1867 był miernikiem kruszcu (niem. Marktscheider – kruszcomiernik) w C. K. Zarządzie Saliny w Wieliczce (której szefem był Juliusz Leo, tj. ojciec Juliusza), a po wprowadzeniu języka polskiego urzędowego w ramach autonomii galicyjskiej od około 1869 był określany jako miernik górniczy w C. K. Zarządzie Salinarnym w Wieliczce, od około 1870 w C. K. Zarządzie Saliny w Wieliczce.
Od około 1872 był zarządcą C. K. Zarządu Salinarnego Franciszka Józefa w Delatynie. Od około 1873 sprawował stanowisko zarządcy C. K. Zarządu Salinarnego w Bolechowie, od około 1873 w charakterze nadzarządcy, od około 1891 jako starszy zarządca. Na początku stycznia 1893 ogłoszono jego mianowanie radcą górniczym. W tym charakterze pozostawał na dotychczasowym stanowisku do około 1895, gdy odszedł ze służby.
Około 1872 został odznaczony rosyjskim Order Świętego Stanisława III klasy.
Zmarł na początku maja 1898 we Lwowie w wieku 70 lat. Był żonaty z Marią z domu Smidowicz, z którą miał syna Jana Walewskiego (1860-1919, polityk, adwokat).